# Ein soziologischer Selbstversuch
Ein soziologischer Selbstversuch ist der Titel eines Buches des französischen Soziologen Pierre Bourdieu, dessen Erstausgabe 2002 in der Übersetzung von Stephan Egger in deutscher Sprache erschien. Das französische Original Esquisse pour une auto-analyse wurde auf Wunsch des Autors erst später (2004) als Buch herausgegeben.
Bourdieu hat den Text als noch unvollständige „Anti-Autobiographie“ verstanden, die nur „Elemente einer soziologischen Selbstbeschreibung“ liefert. Im Rahmen einer „teilnehmender Objektivierung“, einer Verschiebung des Fokus vom Ich auf das soziale „Feld“ mit seinem „Raum der Möglichkeiten“, kontextualisiert er seine intellektuelle Entwicklung und seinen Werdegang im französischen Wissenschaftsbetrieb. Es geht Bourdieu dabei um eine radikale „soziologische Kritik der ´akademischen Urteilskraft´“, „darum, die ungedachten Vorannahmen des gelehrten Denkens mit den Mitteln der soziologischen Objektivierung,“ die „blinden Flecken“ der Intellektuellen, ihre „unknown knowns“ ans Licht zu bringen.

## Kritik der akademischen Urteilskraft
Bourdieu folgt im Buch der Maxime: „Verstehen heißt zunächst das Feld zu verstehen, mit dem und gegen das man sich entwickelt.“ Daher beginnt er seine Analyse mit der ausführlichen Beschreibung des intellektuellen Feldes, durch das er sich seit dem Beginn seines Philosophiestudiums an der École normale supérieure bewegte. Zu drei Vierteln beschreibt der Text diese intellektuelle Welt der französischen Universitäten seit 1945, fokussiert auf den Gegensatz der „Königsdisziplin“ der Philosophie und der „Pariadisziplin“ der Sozialwissenschaften und insbesondere der Soziologie. Die Philosophie, der er sich zuerst zu- und von der er sich später abwandte, wird sehr kritisch mit dem Blick des unentwegten Außenseiters untersucht, der ihre thematische Verengung, methodische Veraltung und persönliche Beschränktheit drastisch formuliert.
Das die Entwicklungsmöglichkeiten des Einzelnen prägende „Feld“ des Bildungssystems ist, was die Schul- und Ausbildungslaufbahn in Frankreich angeht, durch Empfehlungen und Auswahlverfahren bis hin zu den großen republikanischen Schulen, durch eine ganze „Maschinerie von Weihevorgängen“ strukturiert, die schließlich zur Aufnahme in den „Stand der Philosophen“ führen können. So wird eine „Bildungsaristokratie“, ein professoraler Aristokratismus begünstigt, der dem Denken eine bestimmte Richtung aufprägt.
Für den Einzelnen bringt die Zugehörigkeit zum Feld der akademischen Orthodoxie eine „verbriefte Selbstsicherheit“ oder einen Sinn für die eigene „Erhabenheit“ mit sich, zuweilen aber auch nur eine „triumphale Ignoranz“. Das Denken in diesem Feld wird in eine bestimmte Richtung gedrängt, in Selbstverherrlichung, zu einer „Rhetorik der Bedeutsamkeit“ und „prophetischen Gebärde“. Einem Mitglied dieser „akademischen Orthodoxie“ ist es verboten, „sich durch die Beschäftigung mit bestimmten Fächern oder Gegenständen zu erniedrigen, insbesondere solchen, die in den Sozialwissenschaften behandelt werden“, z. B. dem Marxismus, der Staatslehre Max Webers, der Soziologie des Bildungssystems und überhaupt allen Fragen der Macht und der Politik. Der Habitus dieser Intellektuellen ist durch affektierte Posen des großen Stils sowie durch Dreistigkeit gekennzeichnet, die sich ergibt, wenn man „über seine Verhältnisse denkt.“
Die Gruppe der universitären Philosophen praktizierte in ihrem Habitus, so urteilt Bourdieu, „eine soziale und mentale Distanz zur Welt“. Sie lebten eine „Komplizenschaft“, einen „Korpsgeist“, der zu „verwandten Erfindungsschemata“, zu „gedämpften Auseinandersetzungen zwischen vertrauten Gegenspielern“ und zu „literarischen Schwärmereien“ führte – das intellektuelle Feld errichtete durch seine Tabus unsichtbare Grenzen des Denkens. Diese aus Bourdieus Sicht intellektuell unfruchtbar gewordene Philosophie wehrte sich unter dem Einfluss der 68er-Bewegung mit Strategien „eines halbmafiosen, abgekarteten Spiels“ gegen den Fremdkörper einer neuen Soziologie  und passte sich oberflächlich rhetorisch mit z. B. dem „Logie-Effekt“ („Grammatologie“, „Archäologie“ von XY usw. …) und anderen Schachzügen an.

## Kritik der „Leuchttürme“
Bourdieu untersucht sein Verhältnis zu den intellektuellen „Leuchttürmen“, den „Mandarinen“, den „Baronen“, das mehrfach nach anfänglicher Wertschätzung in Differenz und schließlich Distanz umschlug. Nachdem er für kurze Zeit die Weltsicht des französischen Normalienphilosophen, eines Angehörigen der berühmten republikanischen Ècole normales der 50er Jahre, geteilt hatte, die von Sartre „zu ihrer Vollendung – oder ihrem Paroxysmus“ geführt worden war, wandte er sich von der Verehrung Sartres als dem  „totalen Intellektuellen“ ab und den lebensnäheren Sozialwissenschaften zu. Die Erfahrungen seiner Feldforschung in Algerien im Anschluss an seine Militärzeit bedeuteten für ihn einen entscheidenden Bruch mit der gelehrten Sicht der Dinge und entzauberten die „Intellektuellen“. Bourdieu erkennt rückblickend auch in der Ethnologie, zumindest in der von Claude Lévi-Strauss verkörperten, noch eine zu große Distanz zur sozialen Welt, die er auch Michel Foucault zuschreibt, der auf dem Höhepunkt seiner Karriere Dozenten-Kollege am Collège de France war.
Er beendete aber trotzdem seine philosophische Ausbildung bei Georges Canguilhem, bei dem er eine Verwandtschaft in der Verwendung des Begriffs des Habitus entdeckte. Auch zu Raymond Aron, einem weiteren Granden des akademischen Feldes im Frankreich der 1950er und -60er Jahre, hatte Bourdieu längere Zeit eine vertraute Beziehung. Obwohl Bourdieu sich die Techniken empirischer Sozialforschung aneignete, verweigerte er in den 1960er Jahren die Teilnahme an den Lehrveranstaltungen Paul Lazarsfelds, die der „vor der versammelten französischen Soziologie“ an der Sorbonne abhielt: Er zählte Lazarsfeld neben Talcott Parsons und Robert K. Merton zum amerikanischen  „Dreigestirn“, das in den Sozialwissenschaften eine Unzahl von Verstümmelungen und Verzerrungen, insbesondere an den Aussagen von Max Weber und Émile Durkheim, vorgenommen habe.

## Selbstkritik
Nur auf den letzten zwanzig Seiten beschreibt er „autobiografisch“ seine Kindheit und Jugend, aber auch diese immer schon mit dem Blick auf seinen Habitus der frühen Jahre. Vor allem seine „Kindheitserfahrung, ein Überläufer und Sohn eines Überläufers zu sein“, der in Schule und Internat Hänseleien durch Mitschüler und Konflikte mit den Institutionen erlebte und schulische Erfolge dauerhaft mit der Erfahrung sozialer Geringschätzung verband, motivierten ihn rückblickend zu einer Praxis der bewussten Regelverletzung: In dieser Mischung aus einerseits angepasster Suche nach Anerkennung, andererseits gleichzeitiger Auflehnung entstand „die Versuchung, das Spiel zu zerstören“ und, hiermit im Wechsel, „die Herrschenden auf ihrem eigenen Herrschaftsgebiet herauszufordern.“ Nach Meinung Bourdieus formten diese frühen Prägungen als gelebte Strategien den späteren Bourdieu.
Sowohl die Auswahl der Gegenstände als auch die Methoden seiner Forschung sieht er durch diesen „gespaltenen Habitus“ von einerseits Bescheidenheit, andererseits einer stolzen Lust an der Herausforderung der selbstherrlichen Intellektuellen bedingt: Daher bei ihm keine Geringschätzung empirischer Arbeit, keine Ängste vor auch prekären Milieus (Sozialarbeiter, Lehrer, Angestellte …), ein demonstrativer „Aristokratismus der (rhetorischen) Zurückhaltung“, z. B. durch die Platzierung der abstrakten bzw. theoretischen Verallgemeinerungen bewusst nicht im Obertext, sondern in den Fußnoten.
Die Anwendung von Bourdieus „Werkzeugkasten“ der operativen Kategorien „Dispositiv“, „Feld“, „Akteur“, „Habitus“ auf sich selbst beweist – mehr noch als die soziologische Analyse des intellektuell gegnerischen Feldes der französischen Universitäten seit 1945 – die Brauchbarkeit des von diesem Enfant terrible entwickelten wissenschaftlichen Ansatzes. Dem „Erkenne dich selbst“, der zum Ethos aller Philosophie gewordenen Inschrift am Apollotempel von Delphi, konnten nur die wenigsten zuarbeiten – Bourdieu aber hat geliefert.

## Publikationsgeschichte
Bourdieu beendete seine Abschiedsvorlesung am College de France am 28. März 2001 mit einer soziologischen Selbst-Analyse. Wenige Monate später wurde der Text gemeinsam mit den vorhergehenden der letzten Bourdieu-Vorlesung als Science de la science et réflexivité publiziert. Diesen Text baute Bourdieu zum soziologischen Selbstversuch aus. Im Somer 2001 beschloss er, den Text zuerst in einer deutschsprachigen Fassung zu veröffentlichen und mit einigem zeitlichen Abstand später im französischen Original. Der Text trug den Arbeitstitel Esquisse allemande: Laut Franz Schultheis setzte Bourdieu deutlich mehr Vertrauen in die deutsche Leserschaft und deren weniger voreingenommene Wahrnehmung seiner Arbeiten. In Frankreich wurde er wegen seiner „schonungslosen Entzauberung gerade der intellektuellen Welt“ durch Wissenschaft und Medien stark kritisiert. Er fürchtete, er würde sich mit einem solchen Text weiteren Verzerrungen und Verkehrungen seiner Absichten aussetzen. Dennoch verschickte Bourdieu einige Kopien des französischsprachigen Manuskripts mit dem Vermerk „ne pas faire circuler“ (deutsch: „nicht in Umlauf bringen“). Einer der Empfänger war Didier Eribon, der damals Redakteur bei Nouvel Observateur war. Nach Bourdieus Tod am 23. Januar 2002 erschien im Nouvel Observateur ein Auszug des Manuskripts, der von Eribon ausgewählt worden war und als intellektuelles Testament dargestellt wurde.
Das widersprach der Intention Bourdieus vollständig, der die Schrift ausdrücklich nicht als Autobiographie verstanden wissen wollte. Die Veröffentlichung im Nouvel Observateur bezeichnet Schultheis als nicht nur „widerrechtlich“, sondern auch als „unverzeihlich“, weil man den Text „aus Gründen billiger Effekthascherei in ein den ausdrücklichen Absichten des Verfassers völlig entgegengesetztes Licht rückte, seine Wahrnehmung dadurch schwer vorbelastete und unter Vorspiegelung eines legitimen Vertretungsrechts als Bourdieus »Vermächtnis« verkaufte.“
Das Buch erschien dann, wie von Bourdieu gewünscht, zuerst in deutscher Übersetzung (2002) und zwei Jahre später im französischen Original.

## Rezeption
York-Gothart Mix stellt fest, Bourdieus Selbstbeschreibung sei „keine Autobiographie eines Gelehrten der ´allseits anerkannten Bildungsaristokratie´ Frankreichs, sondern eine Laufbahnbeschreibung, die sich ganz bewusst der ´mondänen und akademischen Form´ widersetzt und die universitären Gepflogenheiten drastisch als Varianten ´eines halbmafiosen, abgekarteten Spiels´ attackiert. (...) Es handelt sich keineswegs, wie der Nouvel Observateur glauben machen wollte, um das intellektuelle Testament des großen Soziologen und Europäers Bourdieu“, sondern um den Abschluss seiner letzten Vorlesungsreihe, in dem er „in auffallend apodiktischem Ton“ seine Dissidenz demonstrativ beschreibe.
Bruno Hildenbrand möchte in seinen kurzen Anmerkungen ein „lesenswertes Buch“ vorstellen, das er als „Beschreibung einer Beobachtung des Beobachters“ charakterisiert, der sich, aus einfachen Verhältnissen kommend, nach oben kämpfen musste. Seine Außenseiterposition, von der er in der Wahl seiner Themen und Methoden inspiriert worden sei und die er in seinem Selbstversuch „zelebriere“, habe er trotz seiner erfolgreichen wissenschaftlichen Laufbahn nie verlassen. Hildenbrand greift den Aspekt der von Bourdieu dargestellten Beziehung zu seinem Vater heraus, deren Schilderung er als „kryptisch“ und beim Leser einen „schalen Geschmack“ verursachend beschreibt.
Unter dem gleichen Link zu Hildebrands Anmerkungen finden sich auch die Zusammenfassungen aus Zeitungsrezensionen der Neuen Zürcher Zeitung und der Süddeutschen Zeitung aus dem Perlentaucher.

## Ausgaben
- Pierre Bourdieu: Ein soziologischer Selbstversuch. Übersetzt von Stephan Egger, Suhrkamp, Frankfurt 2002, ISBN 3-518-12311-4 (Erstausgabe in deutscher Übersetzung).
- Pierre Bourdieu: Ein soziologischer Selbstversuch. Aus dem Französischen von Stephan Egger. Mit einem Nachwort von Franz Schultheis, 7. Auflage, Frankfurt a. M.: Suhrkamp 2019, 151 S., ISBN 978-3-518-12311-9
- Pierre Bourdieu: Esquisse pour une auto-analyse. Paris, Reihe Raisons d’agir, Paris 2004, ISBN 2-912107-19-9.